# Eva Swartz
Eva Birgitta Swartz Grimaldi (Estocolmo, 5 de abril de 1956-Estocolmo, 20 de julio de 2024) fue una empresaria, socialité y productora de televisión sueca.

## Biografía

### Primeros años
Swartz nació el 15 de abril de 1956 en Estocolmo, pero creció en Örebro. Su hermano, Richard Swartz, es escritor y periodista; su bisabuelo, Carl Swartz, fue primer ministro de Suecia durante unos meses en 1917.
Después de realizar estudios universitarios en lenguas extranjeras, principalmente italiano, español y francés, trabajó como editora en la editorial Coeckelberghs en la capital sueca. Desde finales de los años 1970, Swartz trabajó para el Instituto Cultural Italiano en Estocolmo, viviendo en Trieste durante algún tiempo en los años 1980.

### Carrera profesional
Swartz inició su carrera en la industria televisiva en 1987, produciendo algunos de los primeros programas para el canal de televisión comercial TV3. Durante varios años en la década de 1990, fue directora ejecutiva de la productora Meter Film & Television. En 1998 empezó a trabajar como directora del departamento de espectáculos y teatro del canal de televisión TV4. En 2002, se convirtió en directora de programas y directora ejecutiva adjunta de TV4.
Swartz se convirtió en directora ejecutiva de la editorial Natur & Kultur en 2005. En 2007, Lena Adelsohn Liljeroth, entonces Ministra de Cultura, la nombró presidenta de una investigación sobre el futuro de la política cultural de Suecia.
En 2012, Swartz dejó su cargo de directora ejecutiva de Natur & Kultur. Continuó ocupando varios puestos de liderazgo, por ejemplo como presidenta de la farmacia en línea Apotea y de la editorial Norstedts Förlagsgrupp, y como miembro de la junta directiva de la Universidad de Estocolmo y del Instituto Sueco de Cine, entre varias otras organizaciones y empresas.

### Vida personal y muerte
Desde 2005, Swartz estuvo casada con el industrialista italiano Salvatore Grimaldi. La pareja vivía en Villa Geber en Diplomatstaden, Estocolmo. Swartz murió tras una larga enfermedad el 20 de julio de 2024, a los 68 años de edad.